# Rough and Ready (California)
Rough and Ready è un census-designated place (CDP) degli Stati Uniti d'America situato in California, nella contea di Nevada.